# Белоухи мармозет
Белоухи мармозет (Callithrix aurita) је врста примата (Primates) из породице Callitrichidae. 

## Распрострањење
Врста има станиште у Бразилу и Аргентини.

## Станиште
Станишта врсте су шуме, планине, бамбусове шуме, брдовити предели и речни екосистеми. 

## Угроженост
Ова врста се сматра рањивом у погледу угрожености врсте од изумирања.